# Het drakenland
Het drakenland is een  stripverhaal uit de reeks van Jerom.

## Locaties
Dit verhaal speelt zich af op de volgende locaties:
- de Morotaribucht, sprookjesland, dorp in drakenland, woestijn, dorp bij de woestijn

## Personages
In dit verhaal spelen de volgende personages mee:
- Jerom, tante Sidonia, Odilon, president Arthur, leden Morotari, man uit sprookjesland, dorpelingen, soldaten van de nachtwacht, karavaan, draken, heks/prinses, koning

## Het verhaal
President Arthur is jarig en Morotari viert daarom feest. Dan komt er een man in de burcht en hij vertelt dat hij gevlucht is uit een eer oud sprookjesland waar de tijd stil is blijven staan. Een heks heeft de koning betoverd, omdat ze niet toegelaten werd tot het hof. De koning is een tiran geworden en daarom zoekt de man nu hulp van de Gouden Stuntmannen. Een waarzegger heeft voorspeld dat de toverkracht gebroken kan worden. De ridders vergaderen en de volgende ochtend vliegen Jerom en Odilon naar het sprookjesland achter de bergen. Ze komen in het Drakenland en worden aangevallen, maar kunnen met behulp van de atoomstraal ontkomen. 's Avonds komen ze in een dorp en een inwoner vertelt dat de rode steen vernietigd moet worden. Deze steen wordt midden in de woestijn bewaakt door zeven draken. De soldaten van de nachtwacht zien de motor en willen de Gouden Stuntmannen gevangennemen. Jerom en Odilon kunnen ontsnappen, maar het hele dorp is nu op de hoogte van hun aanwezigheid.
De volgende ochtend komen Jerom en Odilon aan in de woestijn en ze drinken iets in een dorpje. De soldaten van de nachtwacht roepen versterking op en er wordt een kanon gehaald. Jerom en Odilon worden gewaarschuwd door een man en hij kan samen met de Gouden Stuntmannen ontsnappen. Van deze man krijgen ze een kaart met daarop de positie van de rode steen. Jerom roept Morotari op en daarna vliegt hij met Odilon de woestijn in. Ze willen de weg vragen aan de mannen van een karavaan, maar deze proberen Jerom en Odilon tegen te houden. De Gouden Stuntmannen kunnen ontkomen en komen later bij een enorme draak. Ze kunnen deze draak verslaan en lopen verder. Dan zien ze de rode steen, zes draken liggen rond de steen te slapen. Jerom pakt de steen, maar dan verschijnt de heks. Jerom gooit de steen stuk en de heks verandert in een mooie vrouw. Samen met de vrouw vliegen ze terug naar het dorp, waar de dorpelingen feestvieren. De betovering is verbroken en de koning is genezen. Iedereen krijgt drie weken vrij om dit te vieren. De koning vraagt de prinses ten huwelijk en er wordt een bruiloft georganiseerd. Jerom en Odilon zijn eregasten en beloven nog weleens terug te zullen komen.